# شلومو دوف جويتين
شلومو دوف جويتين(بالإنجليزية: Shelomo Dov Goitein)
(أبريل 1900 - 6 فبراير 1985) مؤرخ يهودي-ألماني ومختص بالتاريخ العربي عرف بأبحاثه التاريخية عن اليهود والمجتمعات اليهودية في ظل الدولة الإسلامية في القرون الوسطى، وخاصةً عن  جنيزة القاهرة.

## حياته
ولد شلومو دوف (فريتز) جويتين في قرية بورغ كونشتات في فرانكونيا العليا Upper Franconia، ألمانيا. كان والده الدكتور Eduard Goitein، قد ولد في هنغاريا لعائلة عريقة من الربيين اليهود. نشأ وتعلم تعليما علمانيا ودينيا تلموديا. توفي والده سنة 1914 وانتقلت العائلة إلى فرانكفورت ليكمل تعليمه الجامعي هناك. 

بين 1918-1923 درس العربية والإسلام في جامعة فرانكفورت، بينما واصل دراسته للتلمود مع مدرس خصوصي. سافر إلى فلسطين سنة 1923، وعاش أربع سنوات في حيفا، إلى حين دعى لإعطاء محاضرات في جامعة القدس العبرية. في القدس، تزوج Theresa Gottlieb (1900-1987) مدرسة ألعاب وموسيقى للأطفال، ولديهما ثلاثة أبناء: Ayala، Ofra، Elon.

انتقل للعيش في الولايات المتحدة سنة 1957، حيث شعر بحرية أكثر للتركيز في دراساته. استقر في فيلادلفيا وعمل في معهد Institute for Advanced Study في برنستون. توفي في 6 فبراير 1986، في اليوم الذي ذهب فيه آخر مجلداته إلى الناشر للطباعة.

## أعماله المنشورة
- A Mediterranean Society: The Jewish Communities of the Arab World as Portrayed in the Documents of the Cairo Geniza, Vol. I: Economic Foundations, University of California Press (September 1, 2000), ISBN 0-520-22158-3
- A Mediterranean Society: The Jewish Communities of the Arab World as Portrayed in the Documents of the Cairo Geniza, Vol. II: The Community, 1967
- A Mediterranean Society: The Jewish Communities of the Arab World as Portrayed in the Documents of the Cairo Geniza, Vol. III: The Family, ISBN 0-520-22160-5
- A Mediterranean Society: The Jewish Communities of the Arab World as Portrayed in the Documents of the Cairo Geniza, Vol. IV: Daily Life, ISBN 0-520-22161-3
- A Mediterranean Society: The Jewish Communities of the Arab World as Portrayed in the Documents of the Cairo Geniza, Vol. V: The Individual, ISBN 0-520-22162-1
- A Mediterranean Society: The Jewish Communities of the Arab World as Portrayed in the Documents of the Cairo Geniza, Vol. VI: Cumulative Indices, ISBN 0-520-22164-8
- The Land of Sheba: Tales of the Jews of Yemen, 1947
- Religion in a Religious Age, June 1996
- Jews and Arabs: Their Contact Through the Ages, 1955
- Letters of Medieval Jewish Traders
- Jews and Arabs: A Concise History of Their Social and Cultural Relations
- India Traders of the Middle Ages: Documents From the Cairo Geniza (ISBN 978-90-04-15472-8), 2008 (also known as "India Book")